# Hedenlunda

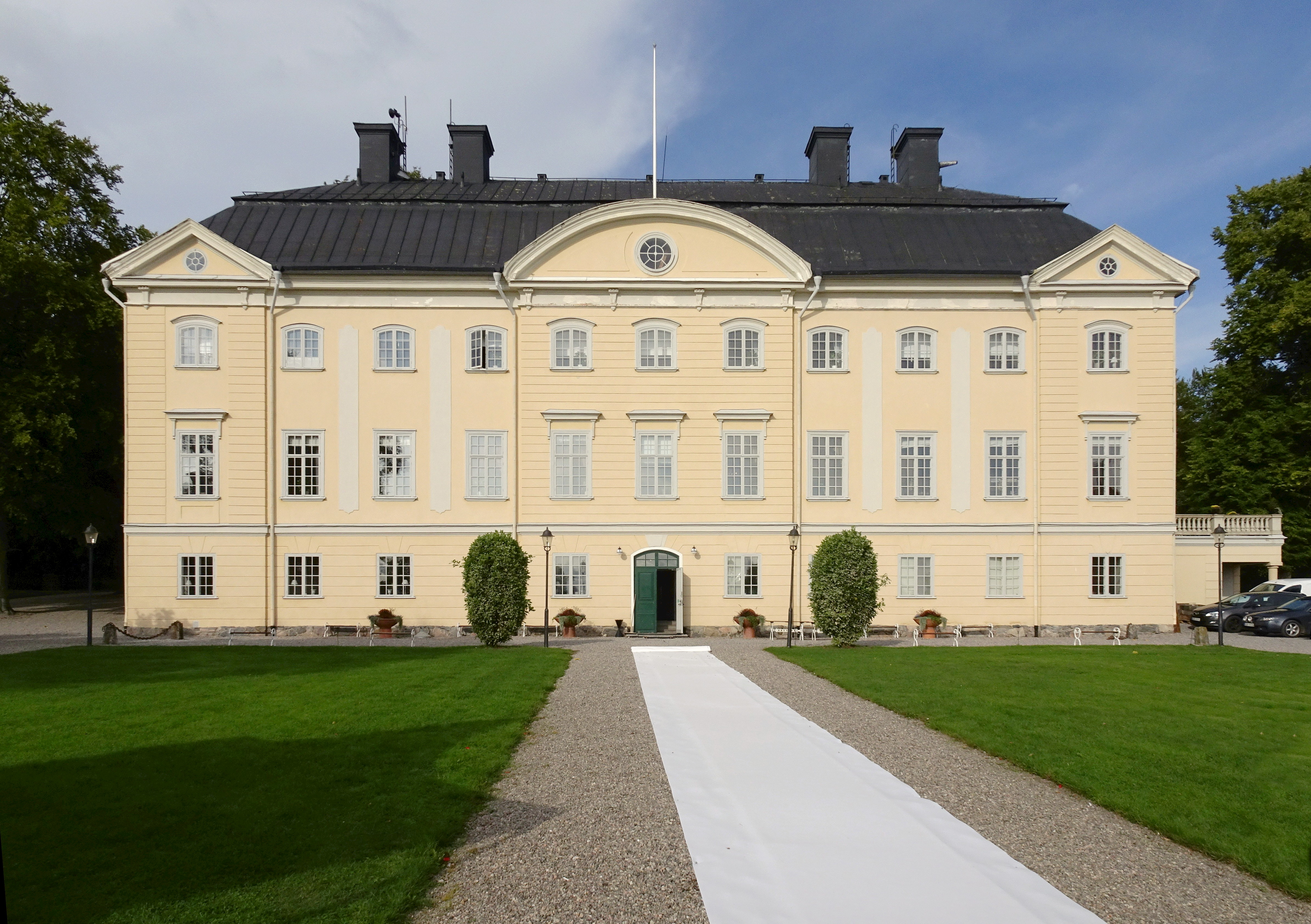
Hedenlunda slott, fasad mot syd.

Hedenlunda (även kallad Hedenlunda slott) är en slottsliknande herrgård vid Hedenlundasjön i Vadsbro socken i Flens kommun. Nuvarande huvudbyggnad med sina två fristående flyglar uppfördes på 1700-talets mitt. Idag är Hedenlunda en privatägd hotell- och konferensanläggning.

## Historia

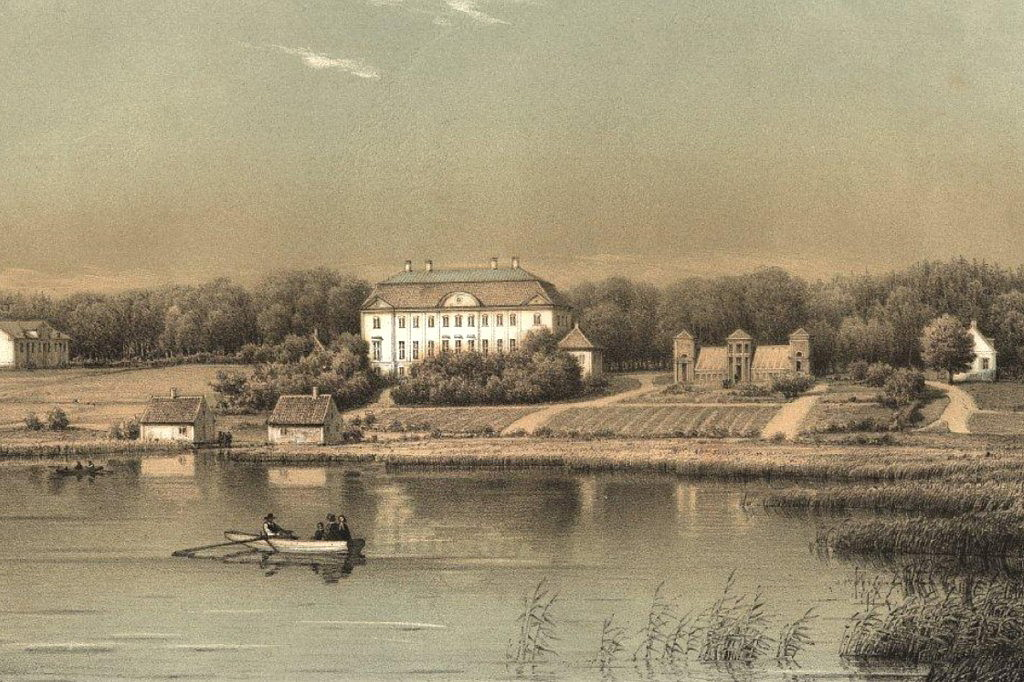
Hedenlunda med orangeriet 1869.

Platsen var bebodd redan vid 1000-talet som en runsten (Södermanlands runinskrifter 70) i nuvarande slottsparken och gravfält kan vittna om. Den förste namngivne ägaren till Hedenlunda omnämns i skrift år 1336 som Karolus in Hedenlundum.
På 1570-talet ägdes gården av hertig Karl (sedermera Karl IX). Han gav gården 1582 till kvartermästaren Hans Stuart (död 1618), som även fick bland annat egendomen Rockelsta i samma län. Stuart härstammade från det skotska Huset Stuart. Släkten Stuart var sedan ägare till Hedenlunda Slott i tre generationer fram till 1683.
I mitten av 1700-talet fick Helena Magdalena Wrangel af Adinal Hedenlunda i morgongåva av sin make Carl Fredrik Hamilton af Hageby. Han innehade efter 1748 även Boo fideikommiss och Bogesunds slott. Huvudbebyggelsen för Hedenlunda bestod av corps de logi och fyra flyglar, samtliga uppförda i trä.
Nuvarande huvudbyggnad i sten och 2½ våningar med två fristående, kvadratiska flyglar uppfördes på initiativ av Helena Magdalena Wrangel sedan hon blev änka 1753. Hon levde här i 60 år fram till sin död.
Efter hennes död ärvdes godset av hennes yngsta dotter Charlotta Fredrik Hamilton (1751–1813), gift med hovmarskalken Johan Gustaf Bonde (1733–1796). Charlotta Fredrika Hamilton avled som änka på Hedenlunda och lämnade då gården i arv till sin som överstekammarjunkaren greve Nils Bonde (1774–1852, gift med sin kusin Ulrika Kristina Coyett (1782–1852). 1849 såldes godset till dåvarande majoren greve Henning Hamilton, som 1856 sålde till överstekammarjunkaren friherre Erik Seth Adelswärd, medan Henning Hamilton fortsatte arrendera gården fram till 1881 då Hamiltonaffären uppdagades och han levde efter skandalen sina sista år med sin maka i södra Frankrike. Han ligger idag begraven i Vadsbro kyrka sedan sin död 1886 efter sin makas Maria Catharina von Rosén förtjänst med att återföra Henning Hamilton till Sverige för gravsättning. 

## Dagens Hedenlunda Slott

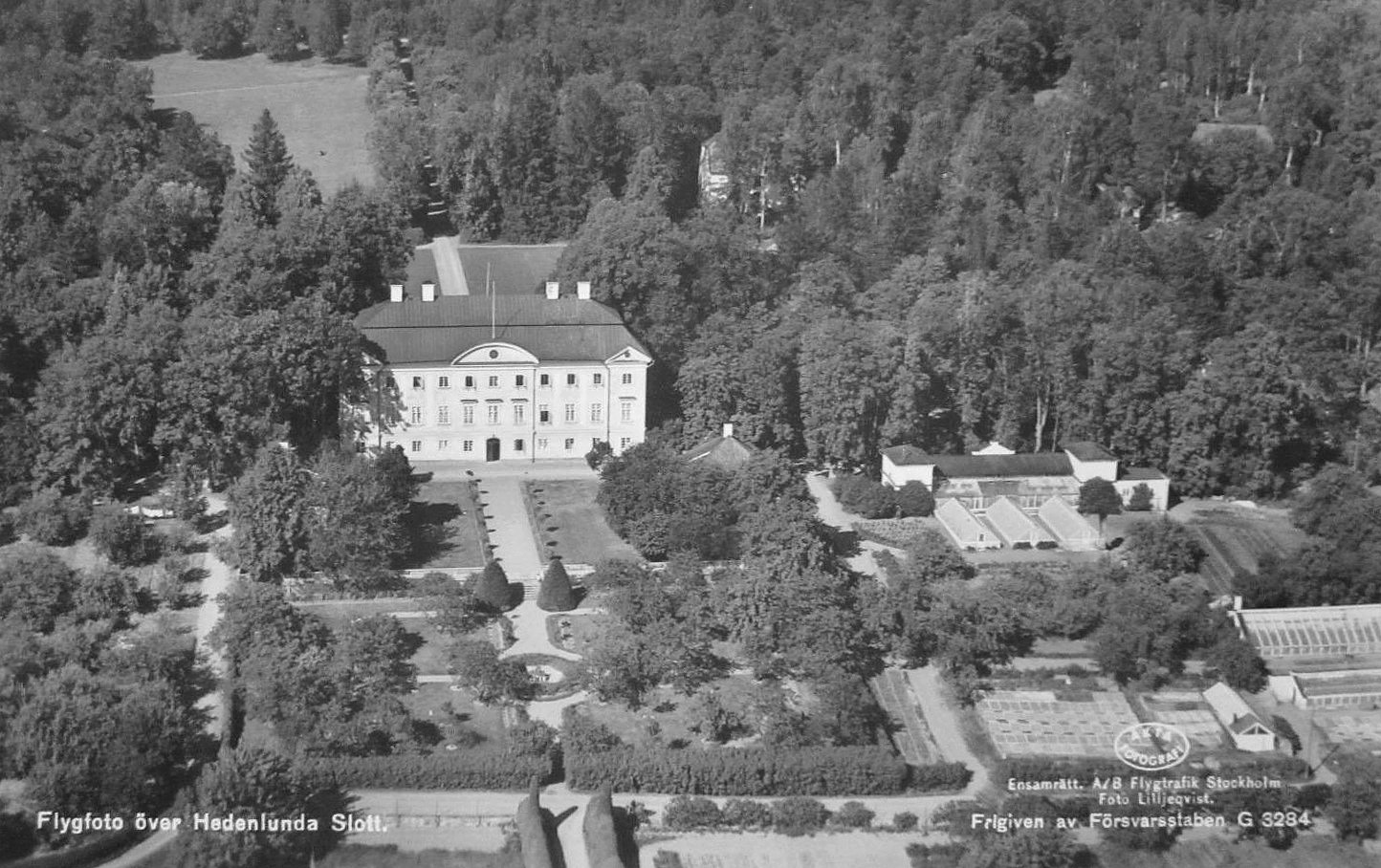
Hedenlunda på ett äldre vykort.

År 1884 flyttade Maria von Rosen, född Adelswärd, till Hedenlunda när hon gifte sig med greve Fredrik von Rosen. Hon hade ärvt herrgården redan som sexåring. Familjen lät bygga om huvudbyggnaden 1894–1895 av byggmästaren Lars Pettersson och anlade en ny fruktträdgård 1900−1901. Enigt en förteckning över fruktträdgården fanns 221 äppelträd av 39 sorter. Frukt- och grönsaksodlingen utökades och 1947 omfattade trädgården tre hektar friland för grönsaksodling med 230 bänkfönster för odling av gurkor och meloner samt drivhus med bland annat vindruvor, gurkor och tomater. Antal fruktträd hade då ökat till 275 styck. Äppelsorten Hedenlunda kommer härifrån.
Orangeriet från 1850-talet byggdes om i mitten av 1950-talet och användes som en del av handelsträdgården vid Hedenlunda fram till 1980 då verksamheten lades ned. Idag innehåller orangeriet samlingssal, konferenslokal, Festlokal samt har det införts ett Spa i Orangeriets övre våning sedan 2017 
Familjen von Rosen sålde Hedenlunda 1952 till AB Farming. Senare ägdes herrgården med närmast tillhörande markområde 1972–2010 av biltillverkaren Saab och senare Scania CV AB som använde gården för representationsändamål och senare som konferensanläggning.
Sedan 2010 är Hedenlunda åter privatägt, men fortsätter som tidigare att fungera som konferensanläggning, hotell och restaurang. 
Jord- och skogsegendomen Hedenlunda gård omfattar inte själva slottsanläggningen. Godset ägs av familjen Thunell och bedriver ett traditionellt jord- och skogsbruk.

## Nutida bilder

Byggnader
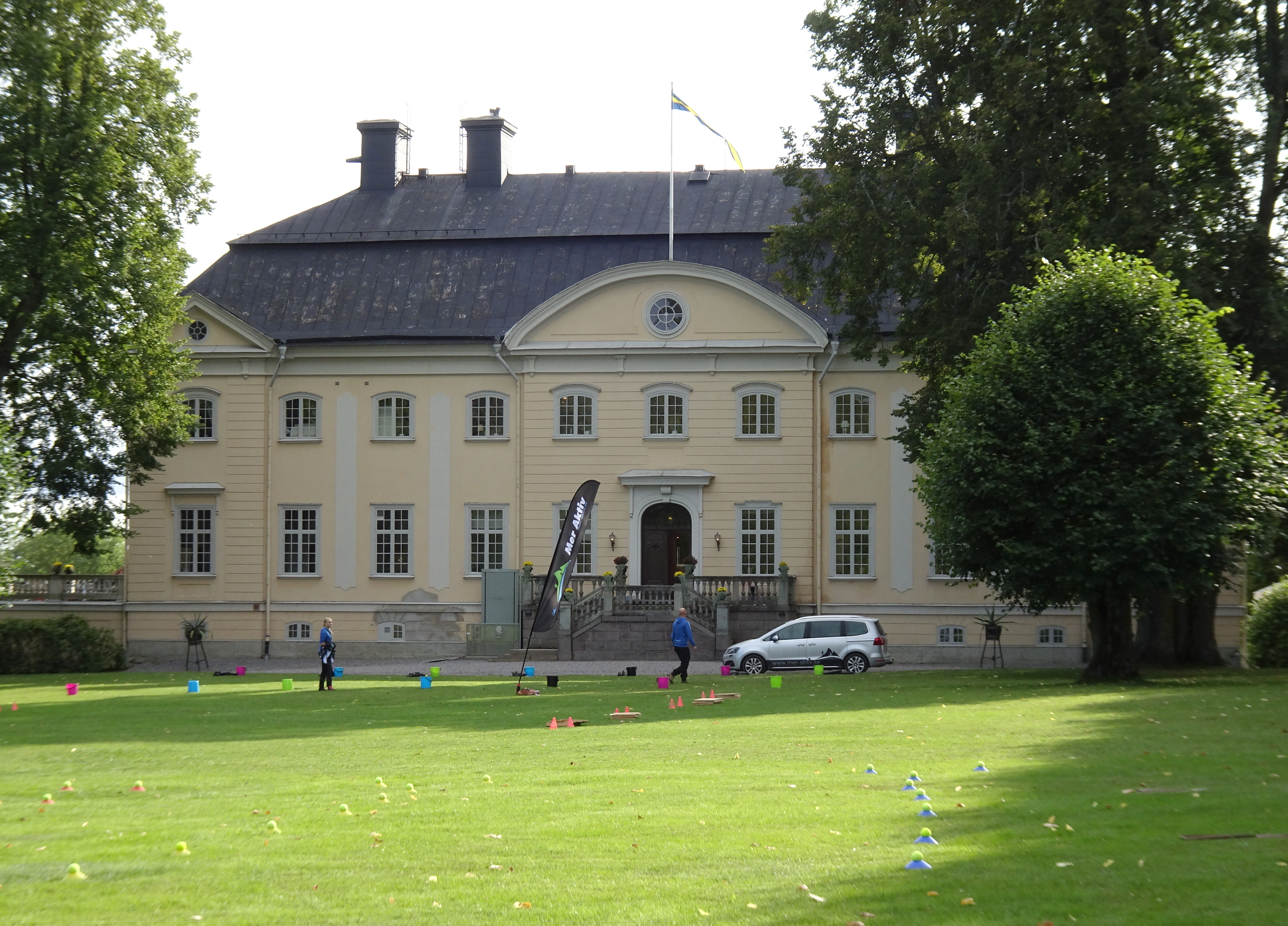
Fasad mot norr
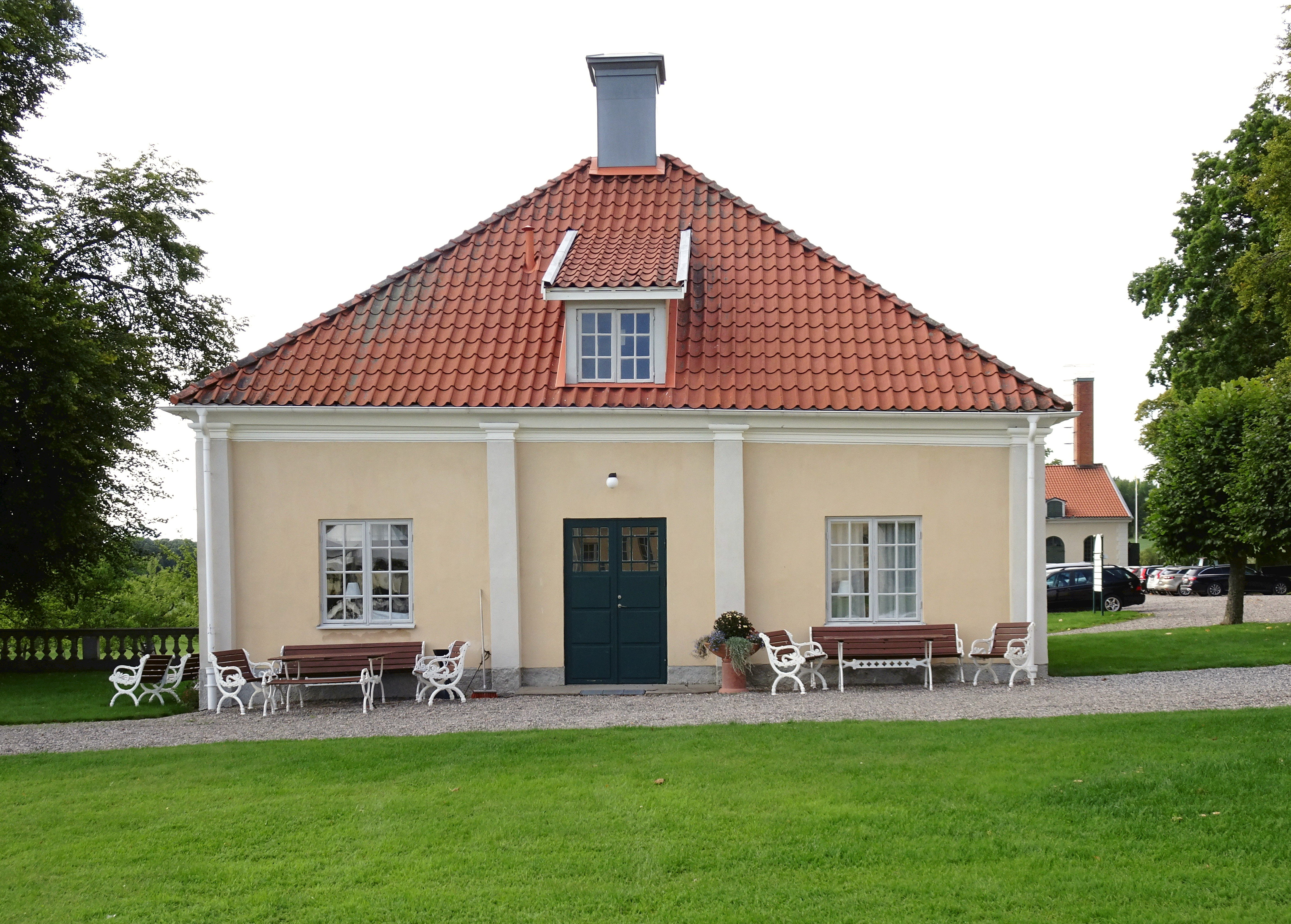
Västra flygeln
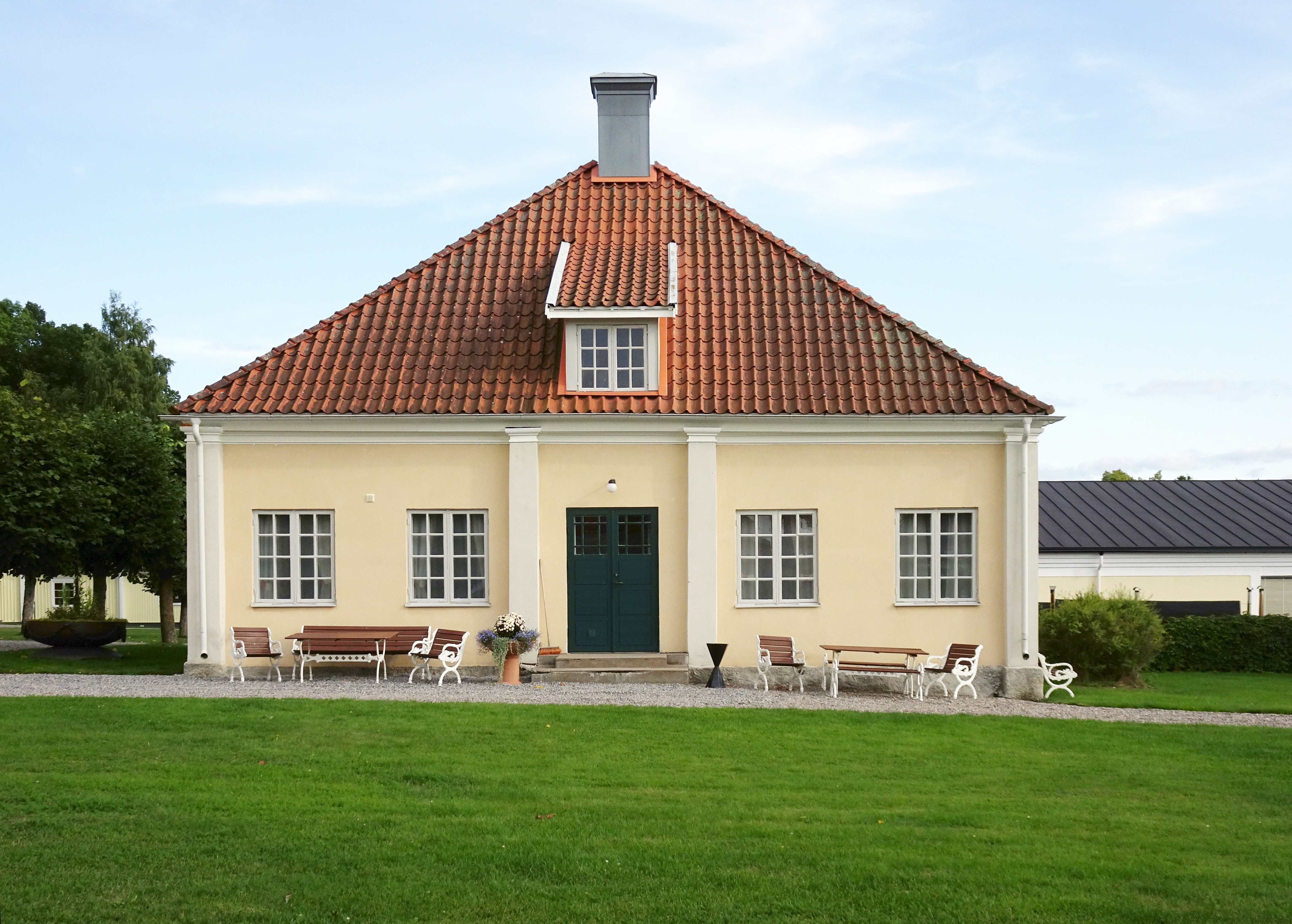
Östra flygeln
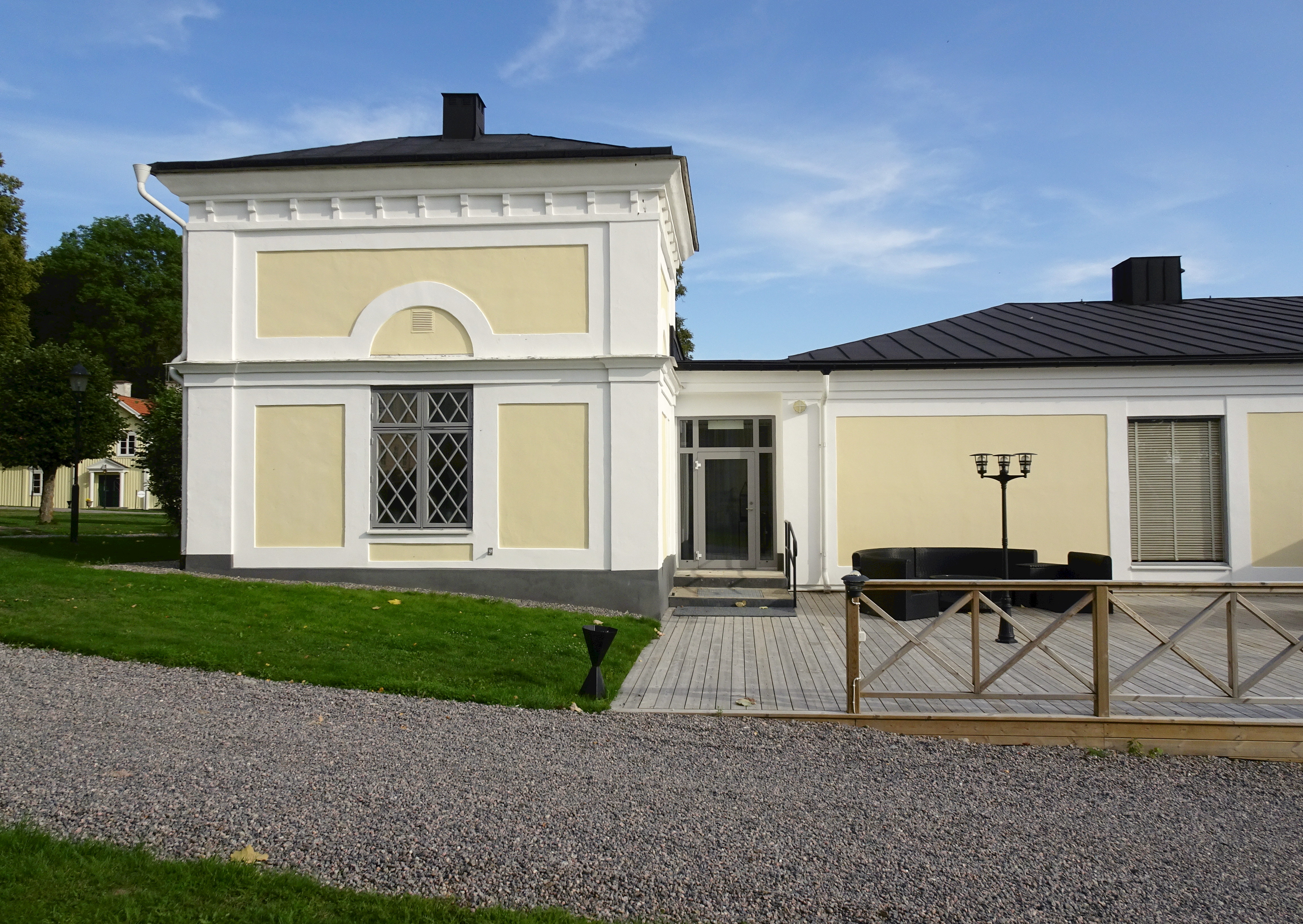
Orangeriet
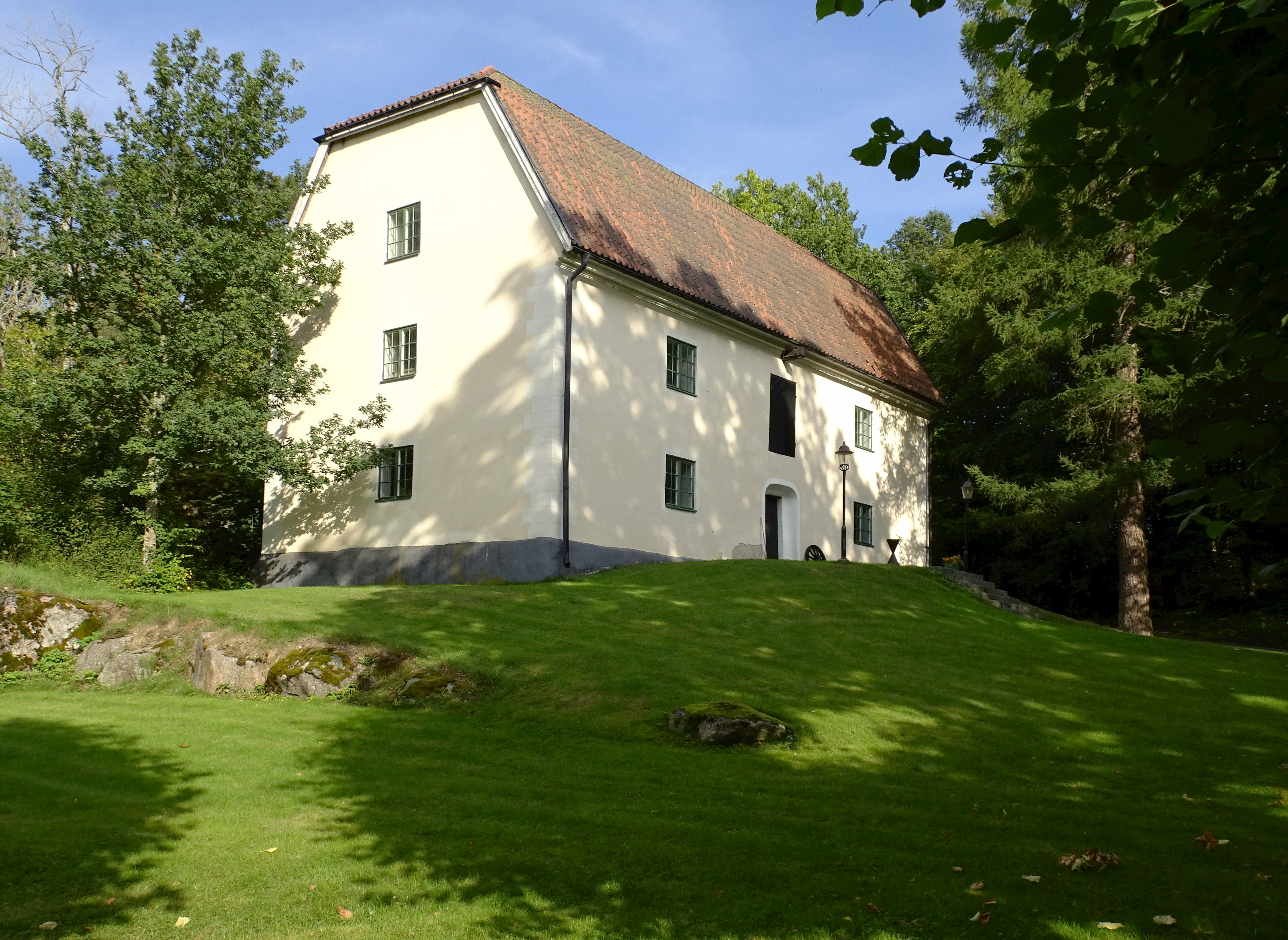
Magasinet

Interiör i huvudbyggnaden
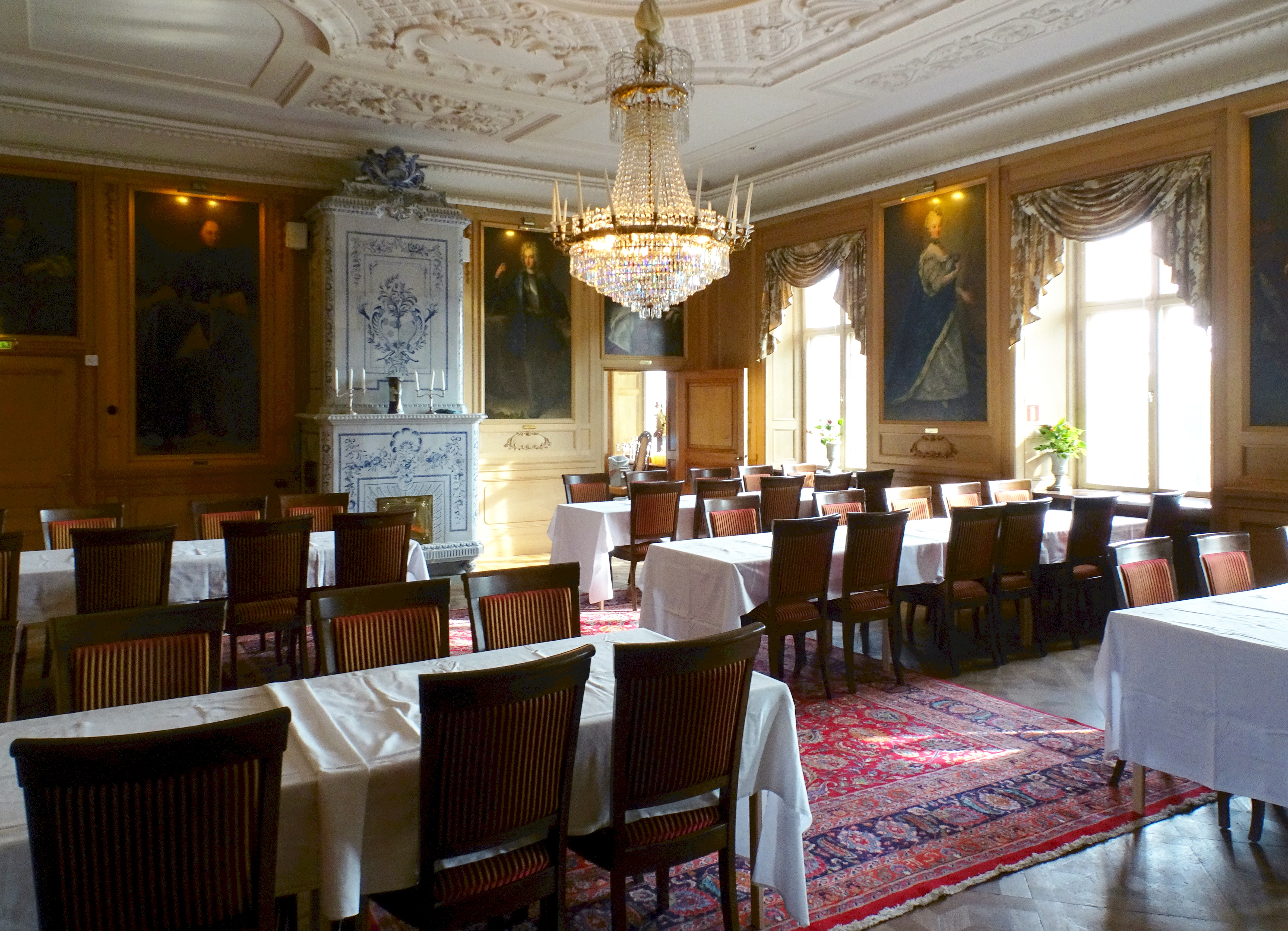
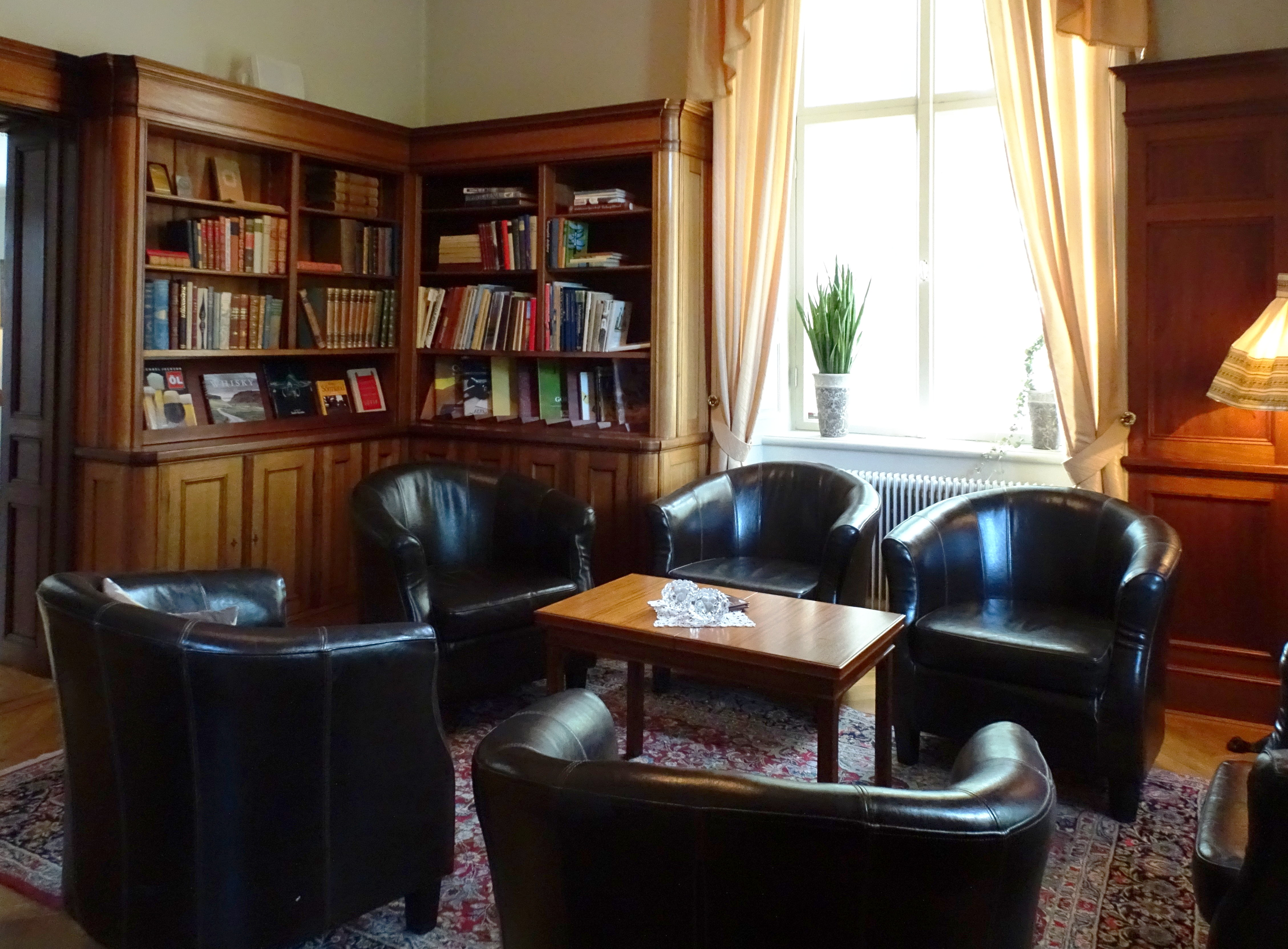
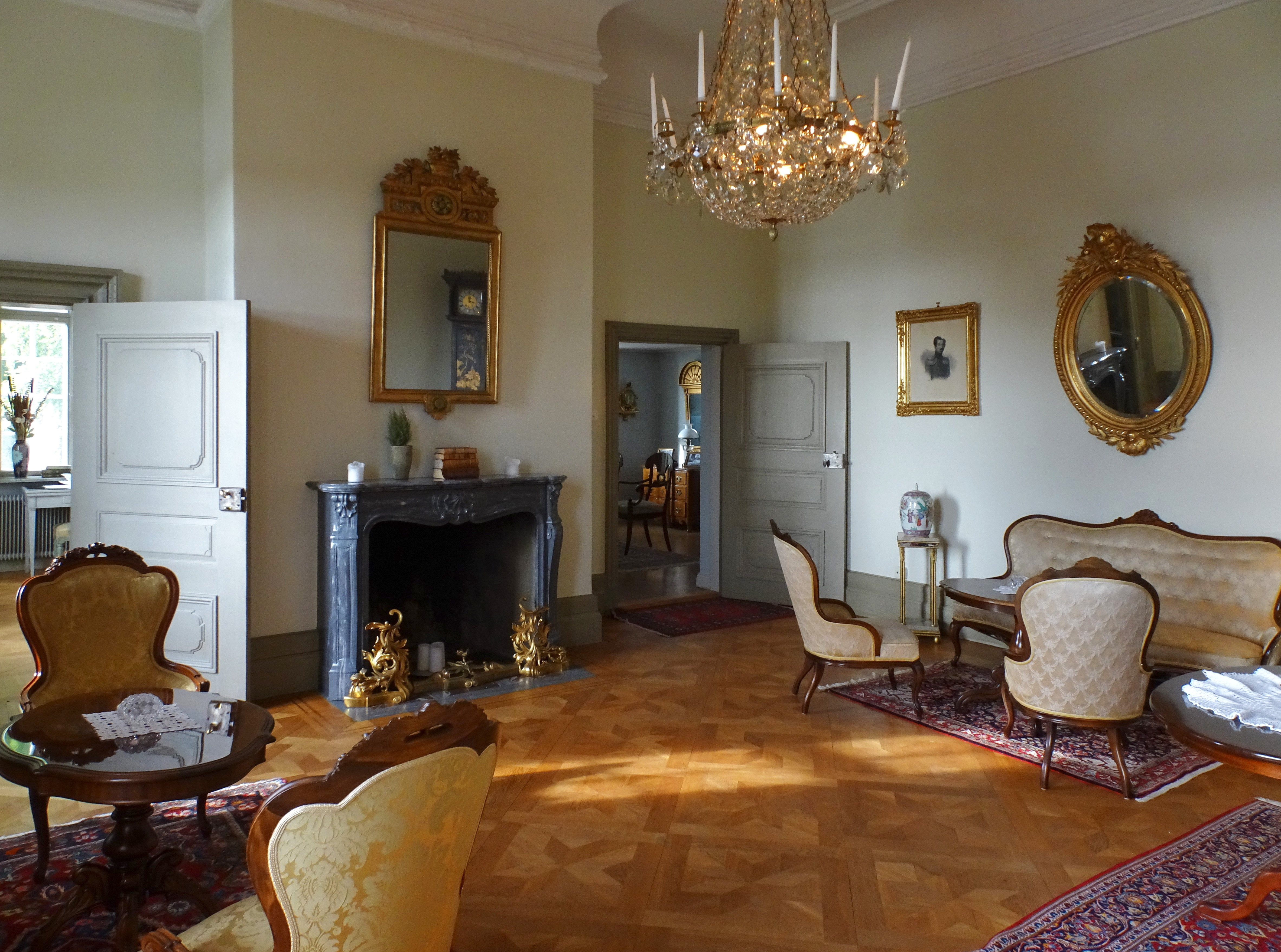
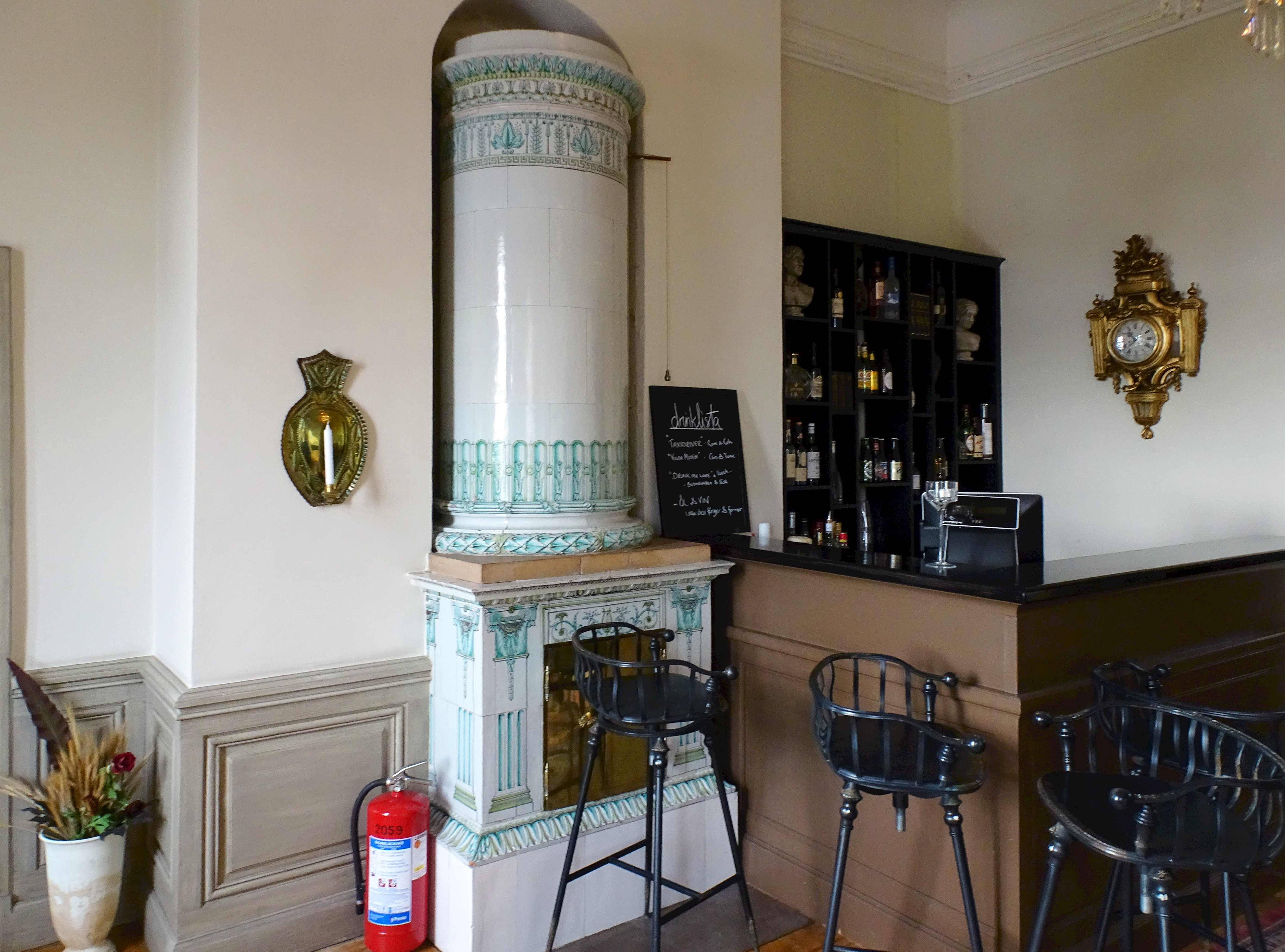
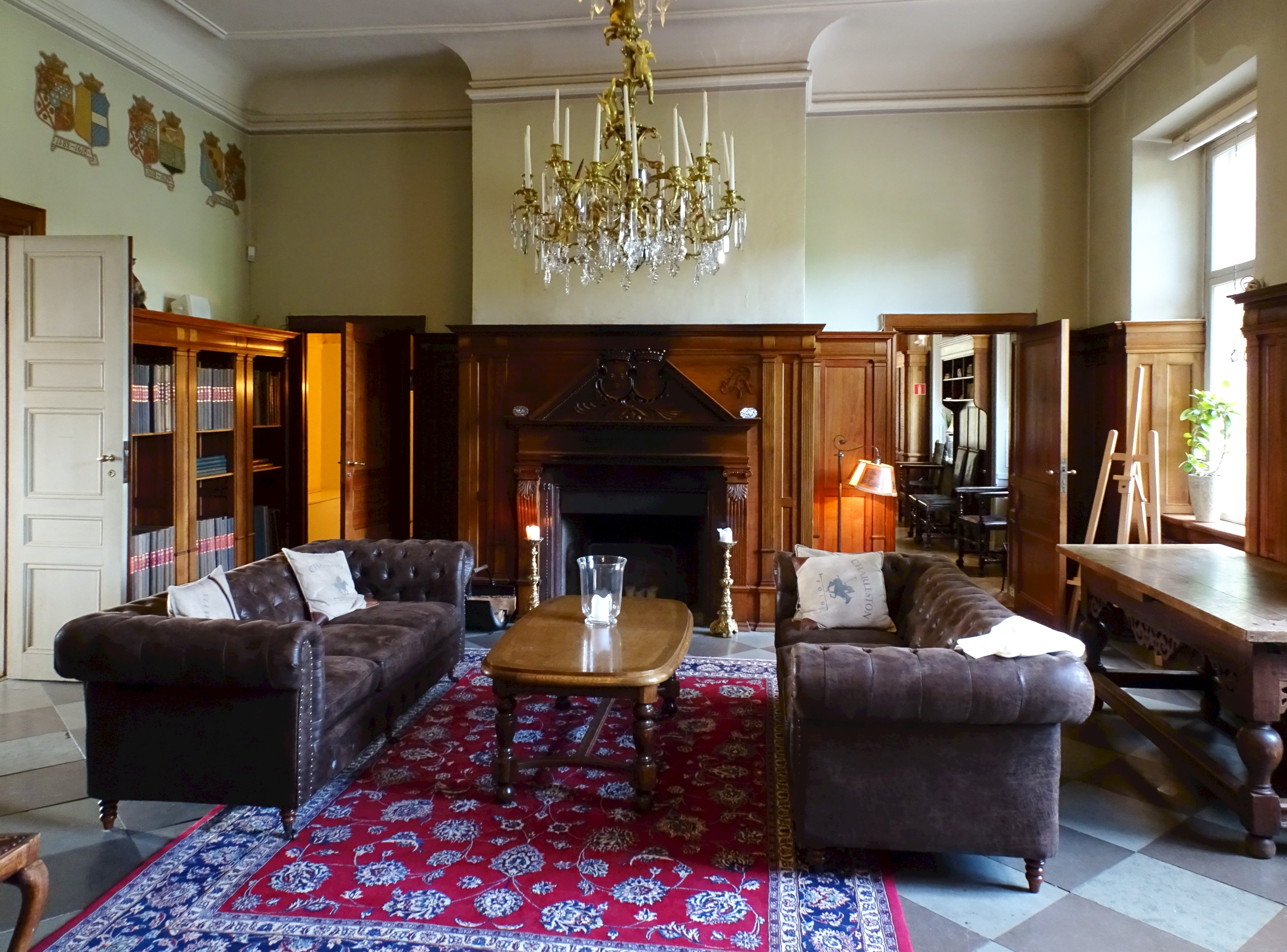